# تشانغ لي (لاعب كرة قاعدة)
تشانغ لي (بالصينية: 张力) هو لاعب كرة قاعدة صيني، ولد في 3 فبراير 1980.

## وصلات خارجية
- تشانغ لي على موقع أوليمبيديا (الإنجليزية)